# Ledový palác
Ledový palác, (rusky Ледовый Дворец), je víceúčelová sportovní hala, která se nachází v Petrohradě. Aréna je primárně využíván pro lední hokej a je od roku 2005 domovskou arénou hokejového klubu SKA Petrohrad. Kromě toho hala slouží jako kulturní zařízení s možností pořádání koncertů. Tuto halu využívá při koncertních turné mnoho zpěváků a hudebníků.
Stavba byla započata v roce 1998 a komplex byl dokončen v roce 2000. Byl postaven pro Mistrovství světa v ledním hokeji 2000 a má kapacitu pro 12 300 lidí. Od roku 2005 až 2008 se zde konal hokejový turnaj Super six. Aréna byla použita jako jedna z hostitelských arén Mistrovství světa v ledním hokeji v roce 2000 a měla být použita při Mistrovství světa v ledním hokeji v roce 2023, ale kvůli ruské invazi na Ukrajině se turnaj uskutečnil ve Finsku a Lotyšsku.